# Aransas Pass
Aransas Pass è un comune (city) degli Stati Uniti d'America situato tra le contee di Aransas, Nueces e San Patricio nello Stato del Texas. La popolazione era di 8.204 abitanti al censimento del 2010.

## Geografia fisica
Secondo l'Ufficio del censimento degli Stati Uniti d'America la contea ha un'area totale di 135.6 km², di cui 32.6 km² sono terra, mentre 103.1 km², corrispondenti al 75.99% del territorio sono costituiti dall'acqua.

## Storia
| Anno       | Popolazione | ±%     |
| ---------- | ----------- | ------ |
| 1910       | 1,197       | Note:  |
| 1920       | 1,569       | 31.1%  |
| 1930       | 2,482       | 58.2%  |
| 1940       | 4,095       | 65.0%  |
| 1950       | 5,396       | 31.8%  |
| 1960       | 6,956       | 28.9%  |
| 1970       | 5,813       | −16.4% |
| 1980       | 7,173       | 23.4%  |
| 1990       | 7,180       | 0.1%   |
| 2000       | 8,138       | 13.3%  |
| 2010       | 8,204       | 0.8%   |
| Stima 2016 | 9,005       | 9.8%   |

## Società

### Evoluzione demografica
Secondo il censimento del 2010, la popolazione era di 8.204 abitanti.

### Etnie e minoranze straniere
Secondo il censimento del 2010, la composizione etnica della città era formata dall'84,62% di bianchi, il 3,06% di afroamericani, lo 0,77% di nativi americani, lo 0,96% di asiatici, lo 0,12% di oceanici, il 7,68% di altre razze, e il 2,79% di due o più etnie. Ispanici o latinos di qualunque razza erano il 39,96% della popolazione.

## Clima
Il clima in questa zona è caratterizzata da estati calde e umide e generalmente inverni non troppo rigidi. Secondo la Classificazione dei climi di Köppen Aransas Pass ha un clima subtropicale umido, CFA sulle mappe climatiche.

## Istruzione
Gli studenti di Aransas Pass sono serviti dall'Aransas Pass Independent School District. Le scuole presenti nella città sono le seguenti: H. T. Faulk Early Childhood School, Kieberger Elementary School, Charlie Marshall Elementary School, A. C. Blunt Middle School, e Aransas Pass High School.